# Maenza
Maenza és un comune (municipi) de la província de Latina, a la regió italiana del Laci, situat a uns 70 km al sud-est de Roma i a uns 25 km a l'est de Latina.
Maenza limita amb els següents municipis: Carpineto Romano, Giuliano di Roma, Priverno, Prossedi, Roccagorga i Supino.
A la població hi ha un castell, construït originalment com a torre de guaita als segles XII-XIII i ampliat al segle xvi.
A 1 de gener de 2019 tenia 3.096 habitants.